# Ivan Kiasašvili
Ivan Davidovič Kiasašvili (in russo Иван Давидович Киасашвили?; Noril'sk, 4 novembre 1946 – 7 novembre 2001) è stato un regista sovietico.

## Filmografia parziale

### Regista
- Damy priglašajut kavalerov (1980)
- Kafedra (1982)